# بوی‌فرند
بوی‌فرند (کره‌ای: 보이프렌드؛ انگلیسی: Boyfriend) گروه پسرانه اهل کره جنوبی تشکیل شده توسط استارشیپ انترتینمنت در سال ۲۰۱۱ است. این گروه متشکل از شش عضو، دونگ‌هیون، جونگ‌مین، یونگ‌مین، کوانگ‌مین و مین‌وو است. بوی‌فرند در ۲۶ مه ۲۰۱۱ در برنامه ام کانت‌داون شبکه ام‌نت با ترانه «بوی‌فرند» فعالیتش را آغاز کرد.
در مه ۲۰۱۹، استارشیپ انترتینمنت اعلام کرد که بوی‌فرند منحل شده‌است. این گروه در ۳۰ آوریل ۲۰۲۱ دوباره به هم پیوستند و با انتشار تک‌آهنگ دیجیتال «Ending Credit» در ۲۶ مه در دهمین سالگرد آغاز فعالیتشان بازگشتند. در ۲۹ دسامبر ۲۰۲۱، بوی‌فرند تحت عنوان جدید بی‌اف بازگشت و آلبوم چندآهنگه (ئی‌پی) آدونیس را منتشر کرد. بی‌اف یازدهمین سالگرد فعالیتشان را با انتشار ترانه «Canvas» جشن گرفتند.